# أوروبا (قمر)
قمر أوروبا (بالإنجليزية: Europa)‏ سادس أقرب قمر للمشتري، ورابع أقماره من حيث الحجم. اكتشفه غاليليو غاليلي في 7 يناير 1610، عندما كان غاليلو غير قادر على مراقبة القمر[ ؟ ] ليلا.
يبلغ متوسط نصف قطرة 1560.8 كم ليحتل المرتبة السادسة في النظام الشمسي.ويتكون أوروبا في المقام الأول من صخور السيليكات، وله قشرة من الجليد ودرجة الحرارة ليست أكثر من -150 درجة مئوية

## الاكتشاف والتسمية
أول من وجه مقراباً نحو المشتري هو العالم الإيطالي غاليليو غاليلي في 7 يناير 1610، إذ رصد الكوكب ورأى أربعة أقمار صغيرة تدور حوله. هذه الأقمار الأربعة الشهيرة لها أسماء يقال أن من دعاها بها هوSimon Marius سيمون ماريوس وهي:
1. أيو IO.
2. أوروبا Europa.
3. جانيميد Ganymede.
4. كاليستو Callisto.

وتدعى أقمار غاليليو. وبالإمكان التأكد من صحة هذا بالنظر من خلال مرقاب صغير نحو المشتري ولتمكن من رؤية قرصه اللامع وأقماره الأربعة.
اسم أوروبا (باليونانية : Ευρώπη) هي ابنة الملك Agenor، ملك الآلهة من أوليمبوس، واقترحت هذه الأسماء من قبل ماريوس سايمون، الذي زعم أنه وجد هذه الأقمار بشكل مستقل، ولكن كان المتهم من الانتحال من قبل غاليليو.
وكانت أوروبا لمدة 3 قرون باسم «جوبيتر الثاني» ،وجاء ترقيم أقمار كوكب المشتري ترتيب اكتشافهما، ولكنهم عادوا مع اقتراح سيمون وكبلر [6]، وإعطاء أسماء من الأساطير، على الرغم من أن مصطلح العلمانية «جوبيتر الثاني» لا يزال تستخدم في بعض الأحيان في أوروبا.

## مدار ودوران أوروبا

دوران أوروبا

أوروبا يقوم بالدوران حول المشتري بإتجاه مباشر ومسافة متوسطة 670 900 km خلال3 j 13 h 14,6 min المدار ينحرف ب0,0101 يعني أن المسافة بين نقاط الأقمار الأكثر قربا وبعدا لا تختلف عن من متوسطها ±1,01 % ،حيث لما يقوم جانيميد بدورة واحدة يقوم أوروبا بدورتين وأيو[ ؟ ] بأربعة دورات وهذا مستقر من أجل قوى الجاذبية[ ؟ ] المتبادلة بين المشتري، أيو[ ؟ ]، أوروبا وجانيميد
أوروبا يقدم مثل الأقمار الأخرى دوران متزامن بحيث يظهر نفس الوجه للمشتري مثل قمر الأرض

## الخصائص الفيزيائية

### الحقل المغناطيسي حول أوروبا

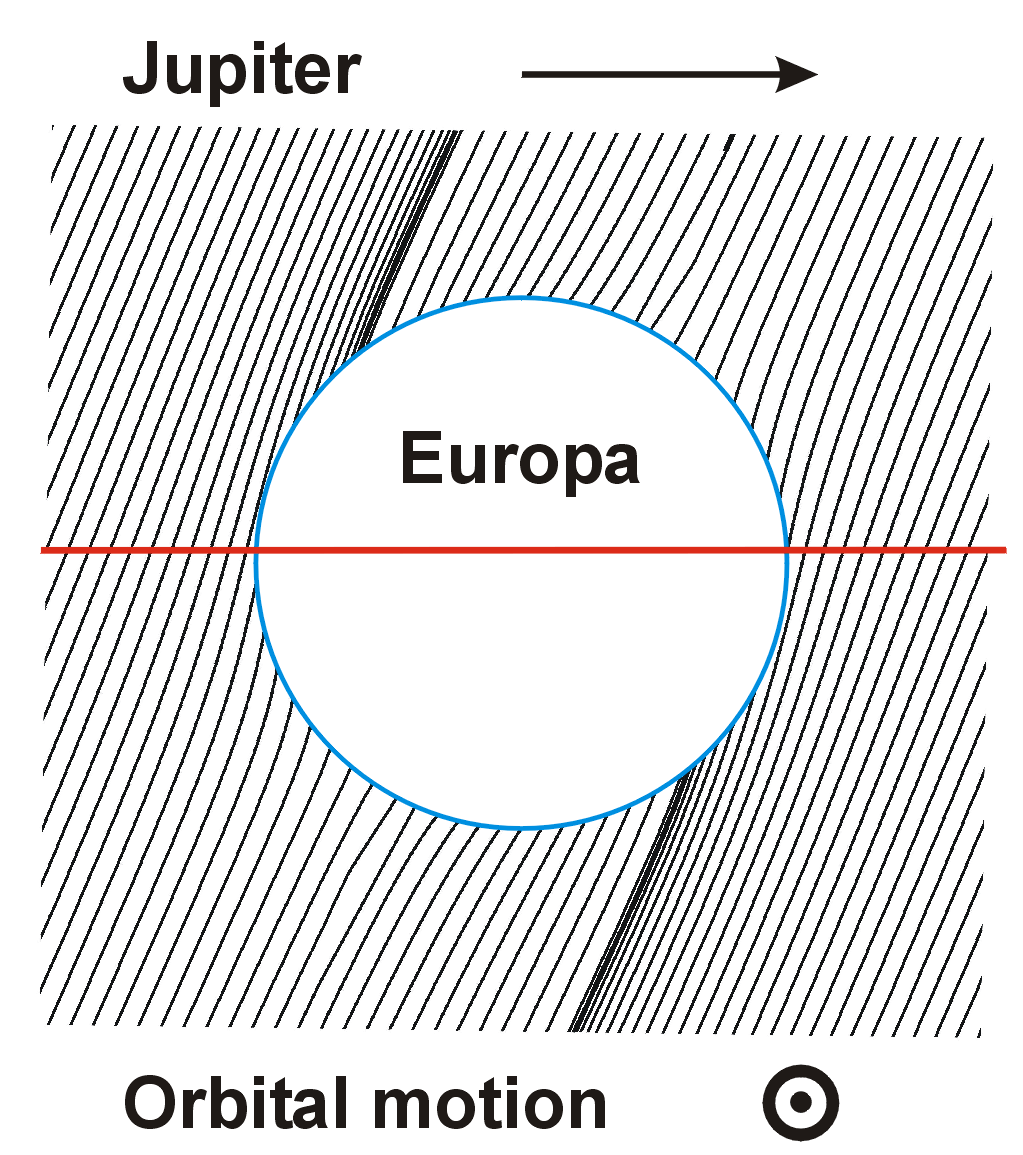
الحقل المغناطيسي حول أوروبا.

الخط الأحمر يثبت المسار النموذجي لمسبار غاليلي E4 أو E14.
خلال رحلة جاليليو جاليلي قيس الحقل المغناطيسي فوجد أنه ضعيف 6 مرات من جانيميد و 6 مرات أقوى من كاليستو
الحقل المغناطيسي يتغير خلال حركة الكرة المغناطيسية أي المشتري وهذا يدل على وجود طبقة تحت سطح أوروبا ناقلة للكهرباء ومحيط من المياه المالحة.
القياسات المطيافية أثبتت أن الخطوط والبنيات المحمرة على السطح غنية بالأملاح[ ؟ ] مثل المغنيزيوم خلال تبخر الماء ترتفع إلى السطح، وينبغي أن يكون هناك عناصر كيميائية أخرى مثل الحديد أو الكبريت لإعطاء هذا التلون.
يمتاز هذا القمر بنواة حديدية صلبة كما أنه هناك الكثير من الفرضيات التي تشير إلى وجود محيط بعمق 100 كلم من المياه المالحة القابعة تحت قشرة من الجليد القاسي نتيجة برودة سطح هذا القمر[ ؟ ]. يمتاز هذا الكوكب بسطح املس حديث التكوين ونشيط وهو بالتالي أصغر بقليل من قمر الأرض[ ؟ ].
- الضغط الجوي: 1 ميكرو باسكال
- الغلاف الجوي يتكون من نسبة عالية من الأكسجين
- الجاذبية: 1.314 متر على ثانية
- الكثافة: 3.01 غرام في السنتيمتر المربع

## الحلقات
في عام 1999 اكتشف مسبار غاليلي قرص من الحطام لها شكل ذرات الغبار وهي دقيقة مثل الموجودة بكاليستو وجانيميد حيث تتكون من الهيدروجين والأوكسجين.
الهيدروجين منتج انطلاقا من جليد السطح من قبل الأشعة فوق البنفسجية والجزيئات المشحونة (المحيط المغناطيسي للمشتري)وكذلك جزيئات الأوكسجين تنتج بهذه الطريقة.
الجزيئات والذرات تشكل قالب من الغاز المحايد وهذا ما أدى إلى تشكيل بلازما مغناطيسية للمشتري.

## الغلاف الجوي
يحمل غلاف جوي رقيق جدا يتكون خصوصا من الأوكسجين، ضغطه بين10-7 و 10-6 Pa.
الأوكسجين في أوروبا ليس متولدا من النشاط الحيوي بل أصله هو تحلل إشعاعي للجليد السطحي من طرف الأشعة الفوق بنفسجية والجزيئات المشحونة، التي تبخر الماء المتجمد على سطح القمر[ ؟ ] والذي ينقسم بعد ذلك إلى جزيئاته الهيدروجين والأوكسجين، جزيئات الهيدروجين تستطيع التخلص من الجاذبية[ ؟ ] أفضل من الأوكسجين وهذا ما يأدي إلى تراكم نسبي للأوكسجين في الغلاف الجوي.
جزء من الأوكسجين تتكاثف على الجليد فيحدث اختراق وهذا ما يساعد على نقل الأوكسجين للداخل

## السطح
يعتقد أكثر العلماء الفلكك بأن طبقة الماء السائل تجد تحت سطح أوروبا تدفؤوا بالحرارة المولدة بشكل مدي التدفئة ضرورية في أوروبا تتوسط درجة حرارة أوروبا السطحية حول 110 في خط الاستواء، يدافع أعضاء فريق تصوير غاليلي عن وجود أ محيط سطح ثانوي من تحليل المسافر وصور غاليلي
نموذجان محتملان أوروبا
أفضل دليل لنموذج الثلج السميك أ دراسة حفر أوروبا الكبيرة ،يتوقع بأن القشرة الخارجية للثلج الصلب تقريبا 10-30 كيلومتر
يقترح نموذج الثلج الهش بأن صدفة ثلج أوروبا قد تكون فقط بضعة كيلومترات سميكة ويستنتج أكثر العلماء الكوكبي بأن، هذا النموذج يعتبر فقط تلك الطبقات الأعلى لقشرة أوروبا التي تتصرف مطاطيا عندما أثرت عليها بمد المشتري يعني بأن الاتصال المنتظم للداخل السائل بالسطح يمكن أن يحدث خلال الحافات المفتوحة يسبب تشكيل مناطق التضاريس الفوضوية
فسيفساء صور غاليلي أثبتت وجود نشاط جيولوجي داخلي :قبب ،مناطق منخفضة، هباء
أعلاها انعكاسية للضوء فيبدو ألمعها وأجملها يتميز بسطح ناعم وأملس جداً حتى أنه يعتبر فريد بين جميع أجرام النظام الشمسي بنعومة سطحه الخالي من التضاريس. وكل ما يمكن رؤيته هو خطوط طويلة قاتمة متقاطعة مثل الشبكة. يعتقد أن سطح القمر[ ؟ ] محيط مائي كبير متجمد وهذا سبب لمعانه العالي ويتوقع وجود محيط سائل تحت هذه القشرة المتجمدة.
الصور الحديثة لمسبار غاليلي سمحت لنا بتمييز ثلاث طبقات للبنيات الجيولوجية
1. بنية منتظمة خارجية المنشأ:حفر
2. بنية منتظمة داخلية المنشأ :بقع مسطحة ومنخفضات
3. بنية خطية

- لاتوجد حتى الآن توافق حول هذه البنيات أحيانا تكون متناقضة مع طبيعتها

## المد في قمر أوروبا
عندما يقترب من المشتري فان المد[ ؟ ] فيه يرتفع إلى حد كبير جدا مقارنة بالوضع الذي يكون عليه عندما يكون بعيدا عن المشتري وهذه الحركات المدية ترفع وتخفض الماء تحت المحيط وتتسبب في ظهور تشققات في السطح الجليدي ويدل اللون البني أو الأسمر على وجود مواد ملوثة معدنية نشرها بخار الماء المتحرر من أسفل القشرة الجليدية كما انها تسبب زيادة في درجات الحرارة أعلى من المعدل المفروض حيث أنه يبعد عن الشمس أكثر من بعد الشمس عن الأرض بخمس مرات وهذه الحرارة في المحيط السائل قد تكون جو مناسب لاستمرار حياة بدائية إن وجدت
المد[ ؟ ] وجزر يولد حرارة
إن هذه التأثيرات تكون أعمق ما يمكن على القمر أيو[ ؟ ] الذي هو أقرب إلى المشتري، إذ ترتفع درجة الحرارة الداخلية إلى درجة انصهار الصخر، مقوية النشاطات البركانية المتواصلة. ولكون أوروپا أكثر بعدا فإنه يسخن بدرجة أقل، لكن الحسابات الأخيرة تشير إلى أنه قد يمكن الحفاظ على داخله دافئا بما يكفي لصهر الجليد بالأسفل على عمق يتراوح ما بين 15 و 30 كيلومترا، وبالتالي للحفاظ على محيط شامل تحت سطحي.
هذا القمر هو المكان الوحيد في النظام الشمسي إضافة إلى أرض الذي يوجد به الماء في حالته السائلة وبكميات مهمة
وهذا الفرق يتجلى بشكل واضح في الصورة التي ادرجها سامر لاقمار جاليليو الاربعة
كما تتأثر بلورات الجليد البيضاء والزرقاء عبر سطح «أوروبا»، ولعل ذلك راجع إلى قوة اصطدام الكويكبات به، وربما كانت هي التي أتت بالمركبات العضوية إلى هذا القمر

## الخنادق والأخاديد
أوروبا سطح جليدي ممتلئ بمجموعة معقدة من الخنادق والأخاديد والجروف، وتتركز هذه الخطوط المتشابكة قرب خط الاستواء، كما يلاحظ ندرة الفوهات النيزكية. تبلغ المسافة الوسطية بين الأخاديد المتوازية حوالي 1 كيلومتراً. ويلاحظ اللون القاتم في أعماق هذه الأخاديد، والذي قد يشير إلى أن الماء الوسخ قد تدفق يوماً من المحيطات العميقة ليصل إلى هذه الأخاديد ويتجمد فيها. ورغم ذلك فإن العلماء لا يزالون يحاولون معرفة المنشأ الحقيقي لهذه المظاهر الجيولوجية المختلفة على أوروبا.

## الفوهات
تعدُّ الفوهات القليلة التي توجد على سطح يوروپا هي نفسها بمثابة مِسبار للاستدلال على سمك القشرة الجليدية. وبعكس الفوهات الصدمية في عوالم أخرى، والتي للواحدة منها شكل فوهة ذات القعر المسطح، فإن لأكبر معلَمَي اصطدام في يوروپا رقعة مركزية ناعمة محوطة بحلقات متحدة المركز ،لا بد أن الاصطدام[ ؟ ] الذي أحدث هذين المعلَمَين قد اخترق الجليد الجاسئ القريب من السطح ووصل إلى طبقة ضعيفة في أسفله. ولأن الطبقة الضعيفة لم تتمكن من أن تتخذ شكل فوهة، فإن الصهير والماء المختلط بالجليد سرعان ما اندفعا وجرّا الجليد القريب من السطح إلى الداخل، محطمَيْن السطح إلى حلقات متحدة المركز. وفي حقيقة الأمر فإن هذه الحلقات هي سجلّ متجمد لصخرة ألقيت في بركة، البركة عظيمة الاتساع والصخرة كذلك كبيرة جدا. وقد قدَّر العلماء أبعاد الاصطدام الأصلي من الندب المرئية، وبالتالي قدروا العمق إلى الطبقة الضعيفة بما يتراوح بين 6 و 15 كيلومترا، متفقين في ذلك مع القيم التي توصلت إليها نظرية التسخين (المد وجزر والنماذج الحاسوبية للكرات) لكن بعض مناطق القشرة الجليدية قد تكون أرق كثيرا من غيرها، وهذه نقطة ما زالت قيد البحث والمناقشة.

### فوهة بويل

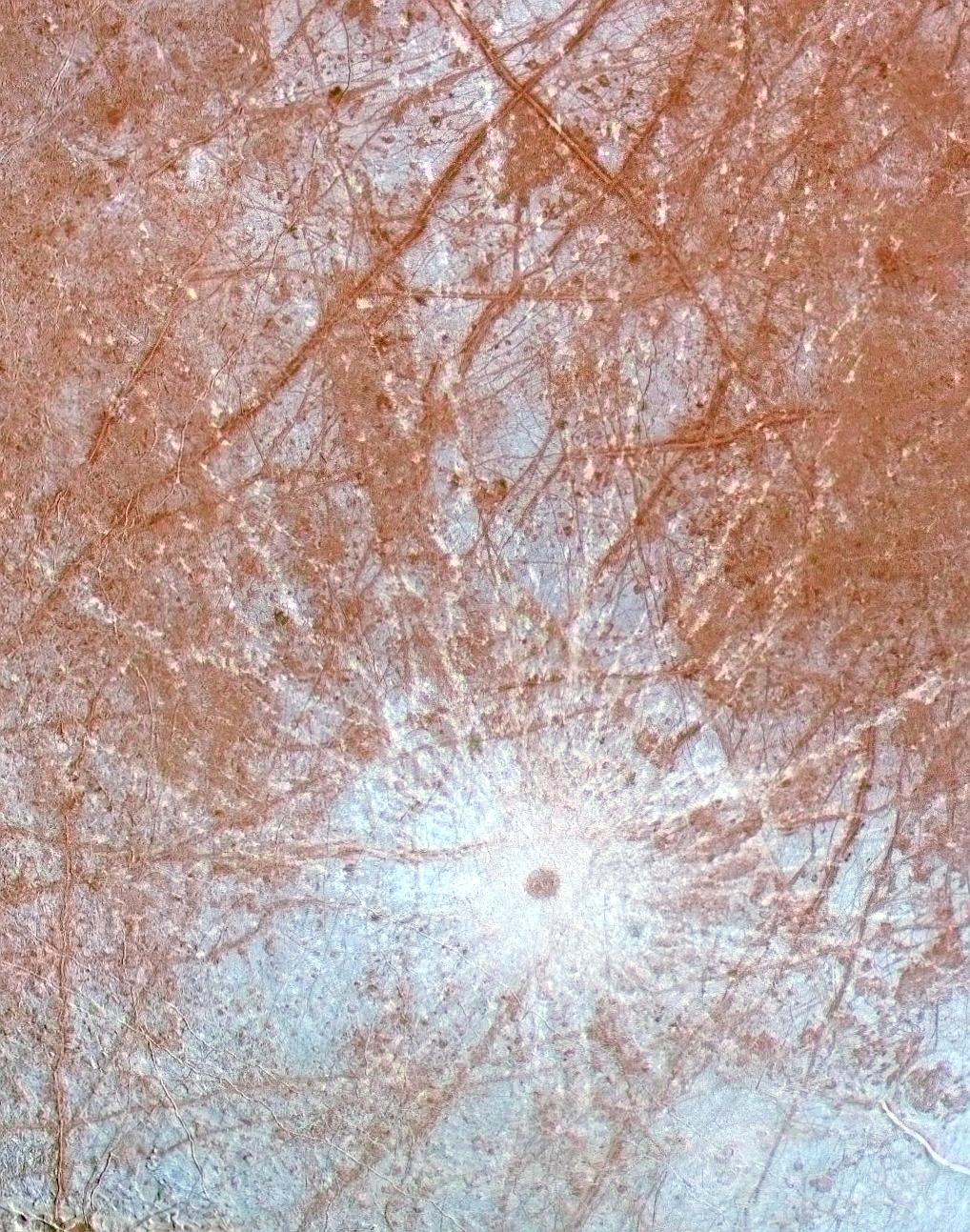
فوهة : Pwyll.

تشكل فوهة Pwyll أحد أحدث المظاهر على سطح أوروبا. تم التقاط هذه الصورة بواسطة المركبة جاليليو. تظهر المنطقة المركزية من الفوهة بلون قاتم، حيث يبلغ قطرها 26 كيلومتراً، في حين أن المناطق الشعاعية الساطعة المحيطة بها تشكل الحطام المتطاير حول الفوهة في جميع الاتجاهات ولمئات الكيلومترات. ويغطي هذا الحطام كل المناطق المحيطة، مما يشير إلى أن هذه الفوهة هي أحدث من كل ما حولها. ومنشأ هذا اللون الأبيض الساطع هو النسبة المرتفعة للجليد المائي على سطح أوروبا.

## البقع والعديسات

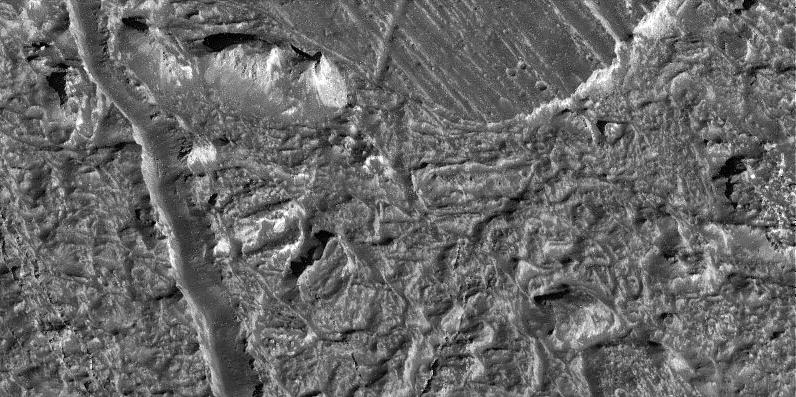
Craggy, 250 m high peaks and smooth plates are jumbled together in a close-up of Conamara Chaos.

تم تصميم هذه الصورة من البيانات التي جمعتها المركبة جاليليو بين عامي 1996 و1997. يظهر سطح أوروبا عن قرب تحفره الخنادق والأخاديد الطويلة. كما تظهر قبب وبقع قاتمة محمرة تدعى بالعديسات. يبلغ قطر كل من هذه البقع 10 كم ويعتقد أنها عبارة عن فقاعات من الجليد الدافئ القادم من الأسفل التي ارتفعت بشكل تدريجي عبر الطبقات السطحية الأبرد، وذلك بشكل مشابه للفقاعات المتصاعدة في الحمم البركانية. وسيساعد أخذ عينات من هذه العديسات في المستقبل على استكشاف ما يوجد في باطن أوروبا.
لقد حاول علماء الكواكب ـ منذ رحلتي سفينة الفضاء «ڤوياجر» التي حلقت قرب المشتري وتوابعه عام 1979 استنتاج ما بداخل أوروبا. لقد فرض علينا علم الميكانيك السماوي أن باستطاعة سفينة الفضاء هذه المرور بأوروبا عن بعد فقط. ومع ذلك فالصور التي حصلوا عليها كانت محيرة. فقد ظهر أوروپا أشبه بكرة من الخيط تتقاطع سهوله اللامعة المتصالبة مع أحزمة وحيود. ولاحظ الباحثون أن بعض الأحزمة ذات الشكل الإسفيني لها أطراف متقابلة ومتوافقة تماما. وبشكل ما فإن السطح الجليدي اللامع قد انشطر مظهرا مادة داكنة، كانت سائلة بشكل كاف بحيث تخللت الفجوة الناشئة. إن هذه المعالم تشبه الفتحات المملوءة بالماء الموجودة بين الألواح (الصفائح) الطافية لجليد البحر على الأرض.
وبصورة غير متوقعة وجد باحثو ڤوياجر على أوروبا عددا قليلا جدا من الفوهات الصدمية الضخمة. تتجمّع الفوهات الصدمية على السطح الكوكبي ببط ء عند قذفه من آن لآخر بحطام الكويكبات والمذنبات. وإذا كان أوروبا يفتقر إلى فوهات بركانية واضحة، فإن ذلك يعني أن الأحداث التكتونية والبركانية في الماضي المتأخر نسبيا لا بد أنها أعادت رصف سطح أوروبا. استنتج خبير الفوهات الراحل <E. شوميكر> ـ اعتمادا على عدد المذنبات العابرة لمدارات المشتري ـ أن الفوهة التي قطرها أكثر من 10 كيلومترات يجب أن تتشكل وسطيا مرة كل 1.5 مليون سنة في المتوسط. إن استقراء فوهات أوروبا القليلة والمعروفة يشير إلى أن 45 فوهة من مثل هذا الحجم قد توجد عبر التابع، مشيرة إلى أن عمر السطح 30 مليون سنة وأضاف شوميكر إن فوهات أوروبا الكبيرة ربما مُهدت مع مرور الزمن إذا كان الداخل دافئا. ومن الممكن أن يكون التابع نشيطا حتى يومنا هذا.
إذ لم تكن صور ڤوياجر واضحة تماما بحيث تظهر فوهات أصغر حجما. وبالفعل يتمازج مع السهول اللامعة أرض مرقشة مملوءة ببقع داكنة من روابٍ وحفر. وذكر بعض الباحثين أن الفوهات قد تكون مختفية في هذه المناطق الغريبة، مما يعني أن سطح التابع قديم. إضافة إلى ذلك، كيف يمكن لقمر بهذا الصغر أن يكون نشيطا؟ إن أجساما في مثل هذا الحجم، كقمر الأرض، إن هي إلا كرات خامدة من الصخر، فقدت منذ القدم حرارتها الداخلية المولدة بالإشعاع. ومن دون شك ينبغي أن يكون يوروپا الآن باردا وميتا.

## المطرزات والركائز المائية
استنادا إلى القيمة الوسطية لكثافة يوروپا التي تبلغ 3.04 غرام/سنتيمتر مكعب، فإنه يتكون في أساسه من مادة صخرية. وأشارت بيانات الثقالة إلى أن الصخر يتداخل بين لب حديدي مركزي وقشرة خارجية مكونة من الماء. وبالأخذ بالاعتبار المدى المحتمل لقيم كثافة اللب المعدني والوشاح الصخري، فإن سماكة القشرة المائية ستكون بين 80 و 170 كيلومترا، والأكثر احتمإلا أنها تبلغ نحو 100 كيلومتر. فإذا كان جزء كبير منها سائلا، فإن حجمها سيزيد على حجم محيطات الأرض مجتمعة. لكن بيانات ثقالة گاليليو لا تستطيع التأكيد فيما إذا كانت طبقة الماء هذه بكليتها صلبة، أو أنها سائلة جزئيا.
للتوجه بذلك السؤال يجب النظر إلى الصور. فلقد وجد فريق تصوير غاليليو عالَمًا لا شبيه له، حيث يتألف سطحه من نسيج متقن من شقوق وحيود وأحزمة وبقع. ويظن أن الشقوق تشكلت عندما شوهت قوى مد[ ؟ ] وجزر السطح الجليدي مما أدى إلى تكسيره، أما الحيود فهي بالمثل منتشرة في كل مكان، وتنشق عبر السطح بشكل ازدواجي، وفي كل زوج وادٍ ضيق يصل حتى المركز. إن النماذج المعقولة التي تفسر تشكلها تتطلب ارتفاع الماء السائل أو جليد المثالج الدافئ عبر الشقوق. وربما دفعت «صهارة»، مائية أو جليدية، الجليد الصلب قرب السطح إلى الأعلى فحرَّفته مكونة حيدا مضاعفا. وكاحتمال آخر فإن سائلا جليديا رقيق القوام slurry اندفع إلى السطح لبناء كل حَيد. ومن الممكن أيضا أن توجد حيود متعددة مشيرة إلى أن العملية قد تتكرر لتشكل حيودا متجاورة. وتحاط الحيود الأكثر عَرْضا عادة بِشُرُط ناعمة الحواف، محمرة وداكنة. ومن المحتمل أن يكون التدفق الحراري المرافق لتشكل الحيد قد أدى إلى تشكل هذه الأطراف الداكنة خلال البَرْكنة الجليدية، أو تسامي سطح جليدي متسخ. ومهما تكن الآلية الصحيحة لتشكلها، فإن الحيود تشير إلى تاريخ جيولوجي دينامي وسطح تحتي دافئ.
وقد حاول العلماء ـ استنادا إلى الحيود والشقوق العبثية التي تبدو عشوائية، فهم الأسلوب الذي أدى إلى تمدد يوروپا وتشوهه. إن العَجْن المد وجزر ينتج نموذجا مميزا، وتبدو بعض الشقوق والحيود الأحدث متلائمة تماما مع هذا النموذج، إلا أن شيئا آخر لا بد أن يكون قد حدث أيضا. ومن الغريب أنه يبدو أن نمط الإجهاد قد اكتسح السطح على مر الزمن
في الحقيقة يمكن تفسير نموذج الإجهاد ذاك، لو أن سطح يوروپا كان يدور أسرع من دوران داخله.
شقوق في الجليد على الكرة الأرضية وعلى يوروپا تظهر تشابها سطحيا. ففي البحار القطبية الأرضية، يتكسر الجليد العائم فيظهِرُ ماء سائلا أكثر دكانة يتجمد سريعا. وتستطيع الشقوق الانغلاق بعنف دافعة الحيود إلى أعلى. أما على يوروپا فيظن أن الأحزمة والحيود المزدوجة تنتج من عمليات تكتونية. فهذا الشق في جليد البحر عرضه مئة متر في حين يزيد عرض الحزام الغامق فوق يوروپا على 15 كيلومترا
- مستوى الإشعاع على سطح أوروبا يعادل 540 remأي (5 400 mSv) في اليوم

أكبر 104 مرة من الجرعة المسموح بها لعمال المجال النووي

## المحيط
أفضل مؤشر لسمك الجليد هو دراسة نموذج الحفر الكبيرة، نسبيا. بالاعتماد على هذه البيانات والمد[ ؟ ] والجزر[ ؟ ]، يمكننا تقدير سمك طبقة من الجليد من 10 حتي 30 كم، والذي يتضمن سماكة معينة من الجليد أقل برودة وأكثر ليونة، والذي من شأنه أن يؤدي إلى سماكة السائل المحيط أدناه حوالى 150 كم [20]..
تسخين المحيط التدفئة بواسطة التحلل الإشعاعي، التي ينبغي أن تكون مماثلة لتلك التي من الأرض، ويمكن أن توفر المناخ اللازم في أوروبا، لأن الصوت هو في وحدة المساحة أقل بكثير نظرا لصغر حجم القمر، بحيث يتم تبديد الطاقة على نحو أسرع.

## البنية المركزية

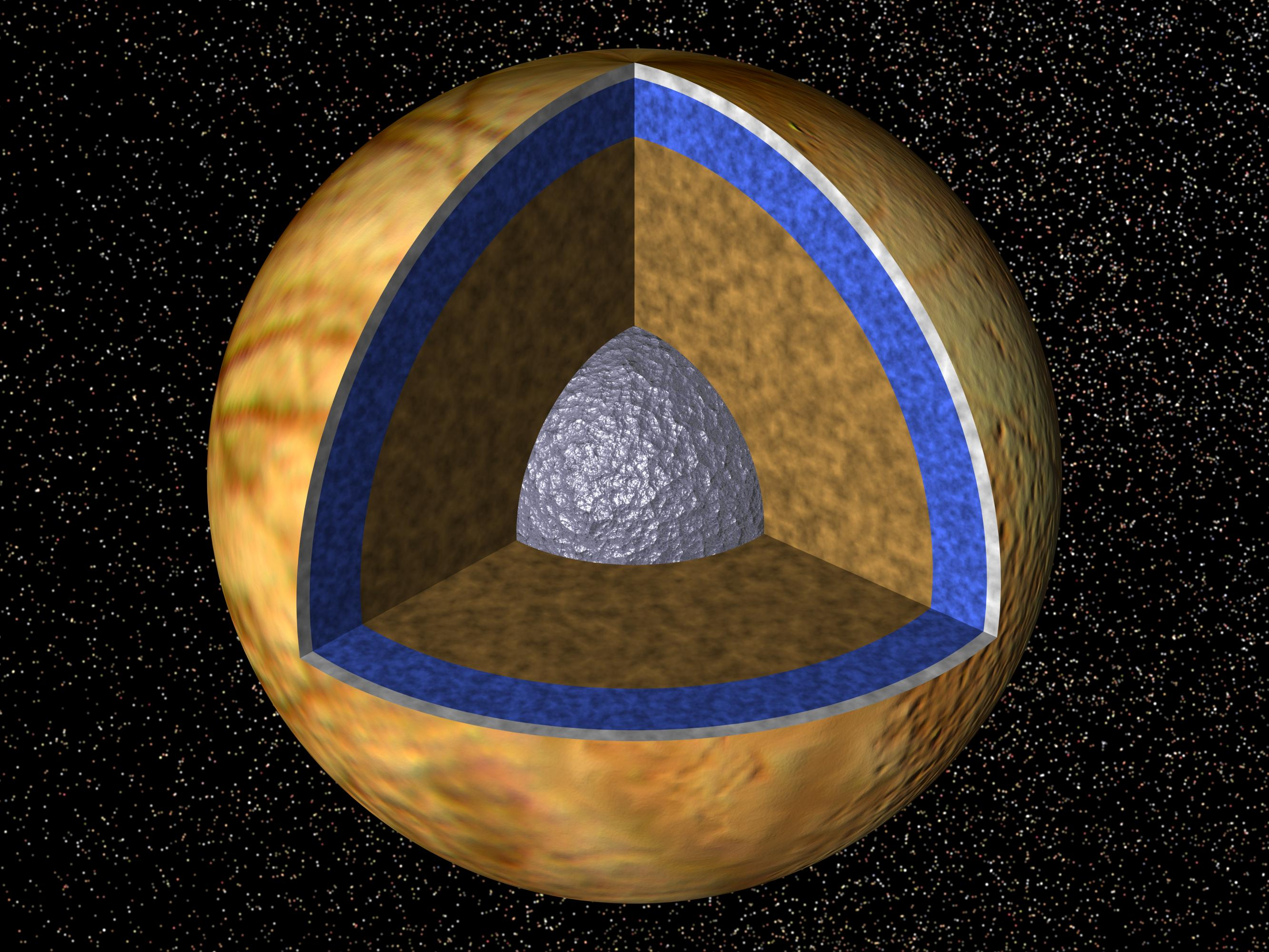
Model of Europa's النموذج الداخلي لأوروبا.

الشكل الداخلي لأوروبا يثبت قشرة الجليد على طبقة الماء السائل ويمتاز بقلب من معدن فلزي أوروبا لديه بنية مماثلة إلى الكواكب الأرضية ويبدو أن أوروبا الجسم الوحيد في النظام الشمسي إلى جانب الأرض[ ؟ ] الذي يحتوي على حصة من الماء في شكل سائل.

## إمكانية للحياة

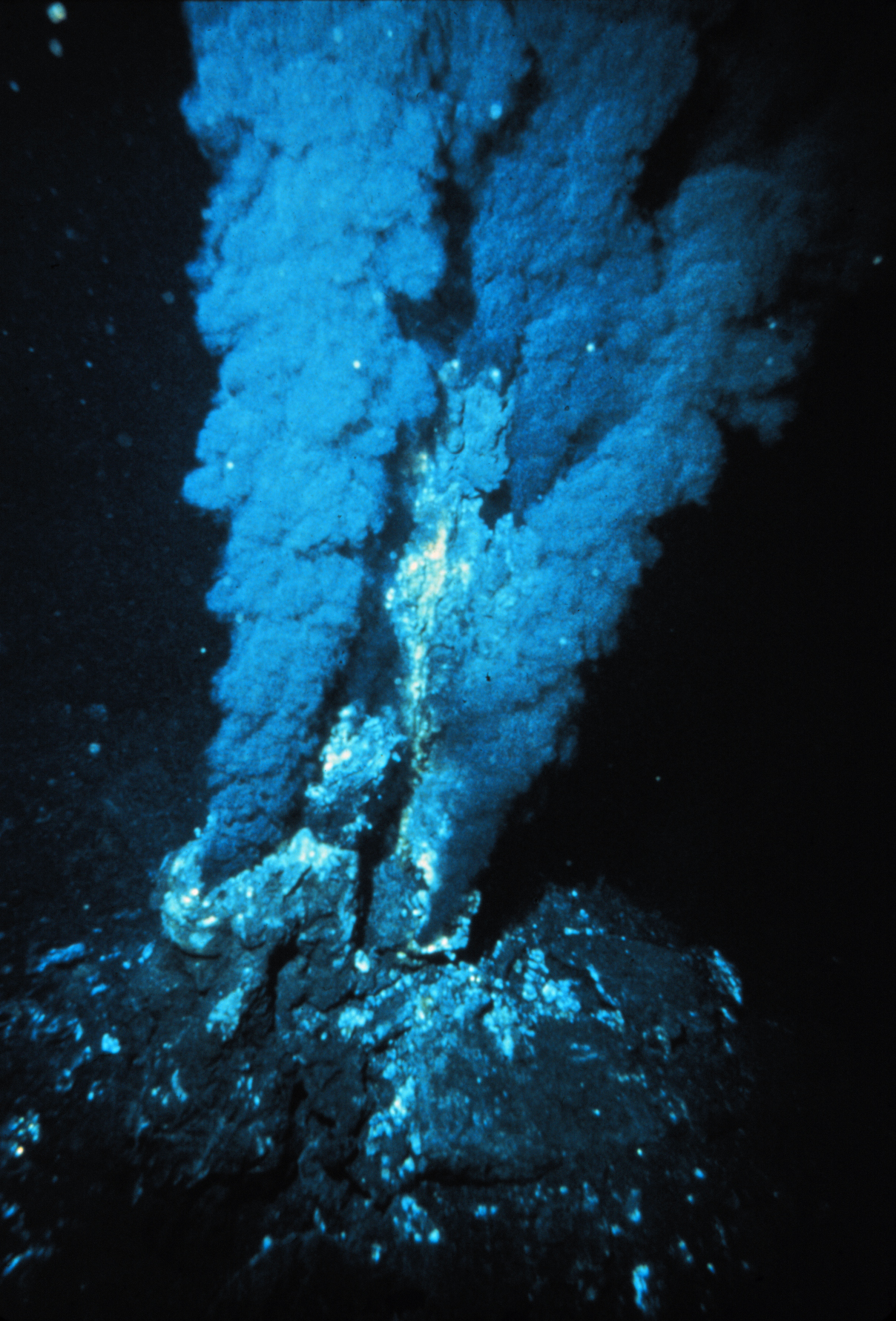
مخلوقات في المحيط

برز أوروبا كأحد أهم المواقع في النظام الشمسي من ناحية صلاحية السكن المحتملة حتى الآن ليس هناك دليل لتلك الحياة ولكن قد تكون تحت الجليد وتشبة تلك الموجودة على ألأرض في اعماق المحيطات حول الفوهات الحرمائية وقد  لاحظ العلماء المنافس الحارة لأول مرة عام 1977م في صدع جلاباجوس، في أعماق البحر حيث اكتشف العلماء بلح البحر ومخلوقات متنوعة تجمعت تحت البحر حول فوهات بركانية المعروفة بمدخنين سود و تزدهر هذه المخلوقات على الرغم من عدم وصول نور الشمس حيث تولد طاقتها من تأكسد المواد الكيماوية التفاعلية مثل الهيدروجين الفار من داخل الأرض وبدراسة علم الأحياء توصل العلماء بأن الحياة ليس من الضروري أن تكون معتمدة على الشمس ،وقد يكون أوروبا مثل الأرض يمتلك مصدر طاقة داخلي
في سبتمبر 2009 اكتشف أن الأشعة الكونية تؤثر على المثلجات المائية الموجودة على سطح أوروبا وتحولها إلى أوكسجين محيط أوروبا يمكن أن ينجز أوكسجين أعظم من محيطات الأرض إذا أوروبا اليوم من المحتمل بيئة صالحة للسكن لأن أوروبا له كل مكونات الحياة